# دیگر بس است (جنبش)
دیگر بس است (انگلیسی: Time's Up) یک جنبش علیه آزار جنسی است که در واکنش به اثر واینستین و هشتگ من هم در سال ۲۰۱۸ آغاز شد و در همان سال اما واتسون مبلغ 1 میلیون پوند به این جنبش کمک کرد.